# Cheliosea
Cheliosea é um género de traça pertencente à família Arctiidae.